# Recey-sur-Ource
Recey-sur-Ource é uma comuna francesa na região administrativa da Borgonha-Franco-Condado, no departamento de Côte-d'Or. Estende-se por uma área de 27,12 km². Em 2010 a comuna tinha 363 habitantes (densidade: 13,4 hab./km²).